# Chick Corea
Armando Anthony "Chick" Corea (Chelsea (Massachusetts), 12 juni 1941 –Tampa (Florida), 9 februari 2021) was een Amerikaans jazzpianist/toetsenist en componist.
Onder collega-jazzpianisten wordt Corea beschouwd als een van de meest invloedrijke pianisten sinds Bill Evans (naast Herbie Hancock, Keith Jarrett en McCoy Tyner). Hij nam deel aan de ontwikkeling van de fusion-beweging als lid van Miles Davis' groep in de jaren zestig en vervolgde dit pad individueel met Return to Forever (met onder anderen Stanley Clarke en Al Di Meola) in de jaren zeventig. Hij was actief bezig met zijn Elektric Band.
Hij speelde met Herbie Hancock, Sarah Vaughan, Miles Davis, Gary Burton, Chaka Khan en Friedrich Gulda; zijn stijl werd beïnvloed door Ornette Coleman, John Cage en Karlheinz Stockhausen.

## Biografie en werk

### Jeugd en vroege carrière
Corea werd geboren in Chelsea, Massachusetts. Zijn bijnaam Chick kreeg hij omdat een tante, die hem als jongen graag in de wangen kneep, hem Cheeky noemde. Zijn vader, trompettist, was leider geweest van een Dixieland-groep in Boston in de jaren dertig en veertig en gaf Chick toen hij ongeveer vijf jaar oud was klassieke pianoles. Hij hield het maar kort uit op Columbia University en de Juilliard School, maar was wel in de jazzclubs in New York te vinden.  Door zijn kennismaking op vroege leeftijd met jazzmuziek, werd hij beïnvloed door bebop-sterren als Dizzy Gillespie, Charlie Parker, Horace Silver en Bud Powell.
In maart 1968 gaf Corea zijn meest invloedrijke album Now He Sings, Now He Sobs uit met bassist Miroslav Vitouš en drummer Roy Haynes. De tweede helft van het nummer Steps - What Was is een vroege versie van La Fiesta dat op het debuut van Return to Forever (zie verder) voor het eerst verschijnt.

### Jazz Fusion
In september 1968 sloot hij zich aan bij de band van Miles Davis en speelde hij mee op Filles de Kilimanjaro (waarop ook sessies van juni 1968 op staan, met Herbie Hancock op de elektrische piano), In a Silent Way (met een debuut van John McLaughlin) en Bitches Brew (met eenmalige bijdrage van drummer Lenny White, die Corea later zou vergezellen in diens Return to Forever). In deze periode experimenteerde Corea met elektrische keyboards, voornamelijk de Fender Rhodes-elektrische piano. Davis' live ritmesectie bestaande uit Corea, Jack DeJohnette en Dave Holland, speelde een vernieuwende stijl die vrije improvisatie en rockmuziek combineerde.
Toen hij Davis in het begin van de jaren zeventig verliet, werd hij als leider actief in verscheidene projecten: hij begon in 1970 met "Circle", een avant-gardejazz-groep met Anthony Braxton, Dave Holland en drummer Barry Altschul (die ook met Paul Bley en Lee Konitz speelde). Rond deze tijd ontdekte hij het oeuvre van L. Ron Hubbard, de bezieler van Scientology. Reeds in 1968 had hij Hubbards Dianetics gelezen, nu toonde hij ook interesse in diens sciencefiction-literatuur; de twee hielden persoonlijk contact via briefwisseling tot Hubbards dood in 1986. Hubbard was Corea's Renaissance Man: hij zou hem blijven noemen als inspiratie, en zijn laatste twee albums met zijn Elektric Band zijn volledig aan Hubbards literatuur gewijd.

### Return to Forever 1972-1975
Toen echter, door het sociale aspect van Scientology en zijn misnoegdheid omtrent de abstractheid van vrije improvisatie, wilde hij zijn muziek aan een breder publiek (lees: commerciëler) toegankelijk maken: hij richtte in 1972 "Return to Forever" op... Return to Forevers line-up wisselde vaak over een periode van slechts vijf jaar, maar bassist Stanley Clarke zou, naast Corea, constant aanwezig blijven. De eerste formatie met zangeres Flora Plurim, haar echtgenoot Airto Moreiro op drums/percussie en saxofonist Joe Farrell, speelde voornamelijk latin-georiënteerde fusion, vergelijk met hun zelfgetiteld platendebuut bij ECM Records, waar Corea's bekende composities Crystal Silence en La Fiesta vandaan kwamen. Midden jaren 70 bereikte de band haar hoogtepunt met het album Romantic Warrior.
Corea was ook actief als componist. Hij heeft een reeks naar verhouding simpele maar aantrekkelijke studiestukken geschreven die bij pianoleerlingen geliefd zijn.
Nadat hij begin jaren tachtig enige tijd klassieke composities schreef (Lyric suite for Sextett, Crystal Silence, Childrens Songs, Delphi I&II) keerde hij halverwege de jaren tachtig weer terug naar de jazz. Met de Chick Corea Elektric Band (Dave Weckl drums; John Patitucci bas; Eric Marienthal saxofoon; en diverse gitaristen waaronder Frank Gambale) bleef hij vanaf de jaren tachtig een belangrijke rol in de fusion spelen. In Nederland trad Corea op met het Koninklijk Concertgebouworkest en Amsterdam Sinfonietta.
Corea won in 2020 zijn 23e Grammy Award voor het album Antidote.
Chick Corea overleed aan een kort daarvoor ontdekte zeldzame vorm van kanker.

## Wetenswaardigheden
- Corea was beïnvloed door L. Ron Hubbard. Omdat hij zich bij Scientology had aangesloten, dat in Duitsland als gevaarlijk wordt beoordeeld, mocht hij in 1993 niet optreden in Stuttgart.[3]

## Discografie (selectie)
- 1966 - Tones For Joan's Bones

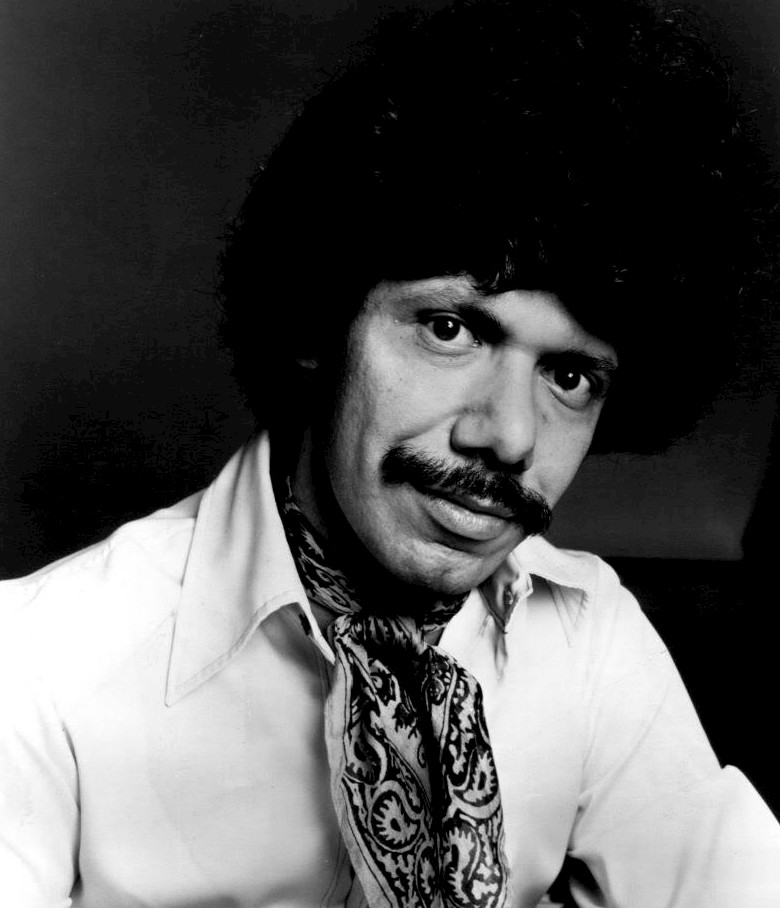
Chick Corea (1976)

- 1968 - Now He Sings, Now He Sobs (met Miroslav Vitouš en Roy Haynes)
- 1972 - Return to Forever
- 1973 - Light As A Feather (Return to Forever)
- 1976 - My Spanish Heart
- 1978 - Chick Corea with Herbie Hancock
- 1980 - In Concert, Zürich October 28, 1979 (met Gary Burton)
- 1983 - Children's Songs
- 1986 - Chick Corea Elektric Band
- 1989 - Chick Corea Akoustic Band
- 1989 - Happy Annisversary Charlie Brown
- 1990 - Inside Out
- 1996 - The Mozart Sessions (met Bobby McFerrin)
- 1999 - corea.concerto (met London Philharmonic Orchestra en Origin)
- 2001 - Chick Corea New Trio - Past, Present & Futures (met Avishai Cohen)
- 2003 - Rendezvous in New York
- 2004 - To the Stars (Chick Corea Elektric Band)
- 2006 - The Ultimate Adventure (Chick Corea Elektric Band)
- 2008 - The New Crystal Silence (met Gary Burton)
- 2009 - Five Peace Band Live (met John Mclaughlin)
- 2009 - Duet (met Hiromi Uehara)
- 2011 - Orvieto (met Stefano Bollani)
- 2011 - Forever
- 2012 - Further Explorations (met Eddie Gomez en Paul Motian)
- 2012 - Hot House (met Gary Burton)
- 2013 - The Vigil
- 2019 - Antidote with The Spanish Heart Band (Grammy Award for Best Latin Jazz Album 2020)